# Robert Roth (Ringer)

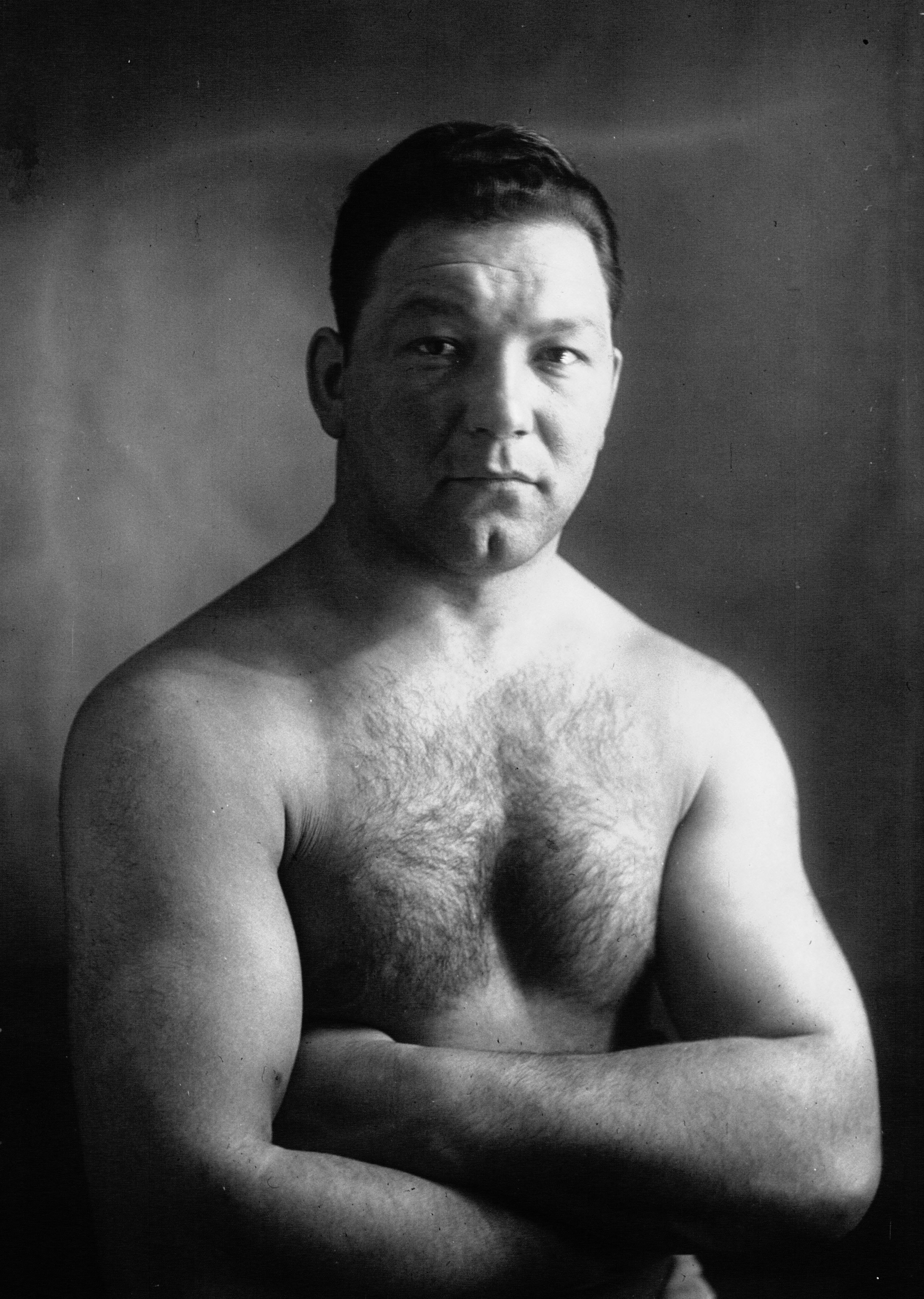
Robert Roth (1922)

Robert Roth (* 5. Juli 1898; † 17. November 1959 in Nidau) war ein Schweizer Ringer und Schwinger. Er war Olympiasieger 1920 in Antwerpen im Freistilringen im Schwergewicht und zwei Mal Schwingerkönig.

## Werdegang
Robert Roth begann bereits als Jugendlicher beim Schwingklub Burgdorf mit dem Schweizer Nationalsport Schwingen. Diese Sportart ist dem olympischen Freistilringen sehr ähnlich, weil auch bei diesem im Gegensatz zum griechisch-römischen Ringen Beinangriffe erlaubt sind. Robert Roth und viele andere Schweizer Schwinger machten sich diese Tatsache in den 1920er und 1930er Jahren zunutze und starteten auch bei Wettbewerben im Ringen im freien Stil.
Im Jahr 1920 trat er bei den Olympischen Spielen in Antwerpen im Schwergewicht an und gewann mit drei Siegen über Jussi Salila, Finnland, Fred Meyer, USA, und Nat Pendleton, USA, die Goldmedaille im freien Stil.
An weiteren internationalen Meisterschaften im Ringen konnte Robert Roth nicht teilnehmen, weil zu seiner Zeit im Amateurbereich im freien Stil weder Welt- noch Europameisterschaften stattfanden. Roth wechselte 1922 für kurze Zeit zu den Berufsringern und gewann 1923 in Genf mit einem Sieg über Salvator Chevalier (Frankreich) einen inoffiziellen Weltmeistertitel (von 1923 bis 1949 wurden keine offiziellen Ringer-Weltmeisterschaften ausgetragen) und bestätigte diesen 1924 in Paris mit einem Unentschieden gegen Nat Pendleton (USA), den er an den Olympischen Spielen 1920 noch geschlagen hatte. 1928 liess er sich reamateurisieren und gewann 1928 und 1931 die ersten Schweizer Meistertitel im Ringen, die vergeben wurden.
Seine jüngeren Brüder Hans (1903–1964) und Fritz (* 1900) waren ebenfalls olympische Freistilringer im Schwergewicht. An den Olympischen Spielen 1924 in Paris erreichte Hans Roth mit einem Sieg über Hjalmar Nyström, Finnland, und einer Niederlage gegen Toivo Pohjala, Finnland, den 8. Rang, Fritz Roth mit einer Niederlage gegen Poul Hansen (Dänemark) den 11. Rang. Hans Roth war zudem 1929 und 1931 Schwingerkönig.
Im Schwingen war Robert Roth einer der erfolgreichsten Schweizer Sportler der 1920er Jahre. Er wurde 1919 in Langenthal und 1921 in Bern Schweizer Schwingerkönig, der höchste Titel, der bei dieser Sportart zu vergeben ist. Am Eidgenössischen 1929 in Basel kam er auf den dritten, 1931 in Zürich auf den zweiten Rang. Ausserdem gewann er insgesamt 28 Schwingerturniere in der Schweiz.

## Leben
Robert Roth stammte aus dem Emmental. 1925 übernahm er zusammen mit seinen Brüdern Niklaus und Louis den Gasthof mit Metzgerei «Löwen» in Oberburg und trat vom professionellen Ringsport zurück. Zuletzt war er Inhaber eines Immobilien- und Treuhandbüros in Nidau. Dort starb er 61-jährig.